# Smyrnateppich

Smyrna-Teppich um 1700

Der Smyrnateppich, auch kurz Smyrna, trägt seinen Namen nach der türkischen Stadt Smyrna, heute Izmir.
Smyrna war im 19. Jahrhundert ein wichtiger Umschlagplatz für Teppiche. Es ist ein Sammelname für die aus Uschak, Giordes (Ghördes) und Kula stammenden Knüpfteppiche und hat sich in Europa für mit der Hand gearbeiteten Veloursteppiche durchgesetzt, ebenso für die maschinell gewebten, die diese Orientmusterung nachahmten. „Smyrnateppich“ wurde zu einer Bezeichnung für einen durchgewebten Chenille-Axminster-Teppich, der auch als „Patentsmyrna“ bezeichnet wird. Das Aussehen der Konstruktion kommt einem echten, von Hand geknüpften Smyrna-Teppich sehr nahe.
1905 schreibt Wilhelm Bode in seinem Buch „Vorderasiatische Knüpfteppiche aus älterer Zeit“ darüber:

„Charakteristisch ist für die sog. Smyrna Teppiche grobe Wolle, die lockere Knüpfung, die hohe Schur und die milde Farbenwirkung, wodurch sie sich von allen älteren Teppichen des Orients unterscheiden. Ganz ungewöhnlich ist auch der Umstand, dass dieselben nicht das eher längliche Format haben, sondern sich dem Quadrat nähern. Da nun sowohl in Holland wie in England vornehmlich in Häusern aus dem 18. Jahrhundert Smyrnateppiche vorkommen, welche für die Zimmer, in denen sie liegen, genau abgepasst sind, so ist es wohl außer Zweifel, dass solche Stücke auf Bestellung angefertigt wurden. Da ferner die Muster keine eigenartigen sind, sondern verschiedene ältere asiatischen Typen nachgebildet, die neben einem einfachen Streublumenmotiv seit dem 17. Jahrhundert in geringer Veränderung wiederholt werden, so liegt die Vermutung nahe, dass diese Industrie in oder bei Smyrna von der dort blühenden europäischen, vorwiegend holländischen Kolonie ins Leben gerufen und mit asiatischen Arbeitern auf europäische Bestellung betrieben wurde. Daraus erklärt sich ihre weite Verbreitung in Europa, speziell in Holland und England, daraus die lange Blüte derselben und das Festhalten an den alten Traditionen, andererseits auch der Anschluss an die Smyrnateppiche bei der Begründung der modernen Teppichindustrie in Europa.“

Smyrnateppiche bestehen aus Wolle und werden mit dem türkischen oder persischen Knoten geknüpft. Die typische Knotendichte beträgt ca. 500–800 Knoten pro dm².

## Mechanische Smyrnateppiche
Die orientalischen Teppiche, namentlich die geknüpften Smyrnateppiche, werden mit gutem Erfolg in Europa, speziell in Deutschland (Schmiedeberg seit 1856, Cottbus, Wurzen, Springe, Linden etc.) und Wien, nachgeahmt, und zwar unter Anwendung derselben Methode. Man arbeitet aber mit Kette aus Leinengarn und Grundschuss aus Jute, erreicht eine große technische Vollkommenheit und versteht auch die Muster und Farben so getreu nachzubilden, dass ein großer Unterschied zwischen echten und nachgeahmten Smyrnateppichen nicht mehr besteht.

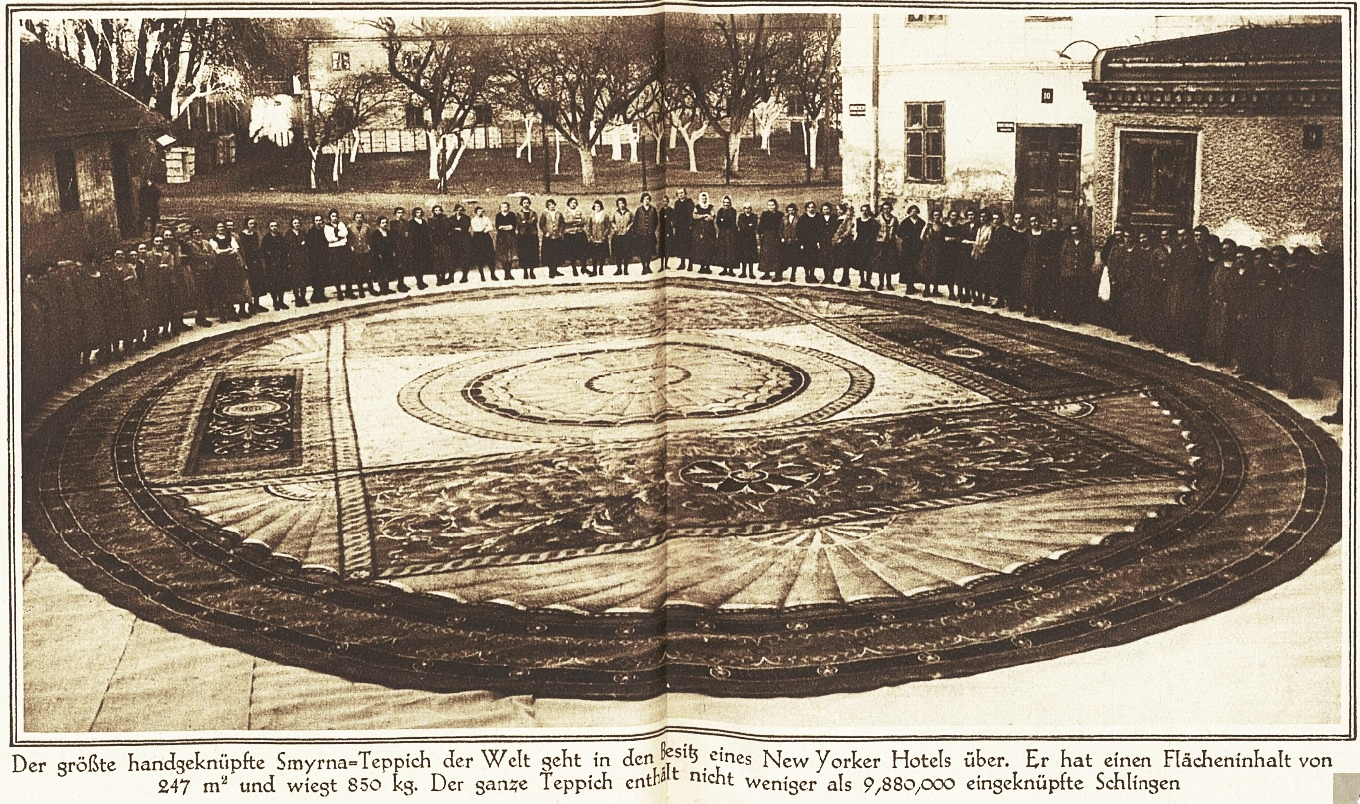
Smyrnateppich, 1925

Cottbus entwickelte sich neben einem Zentrum der Tuchindustrie auch zu einem bedeutenden Ort der Teppichherstellung. 1861 gründete Theodor Kühn seine Firma in Cottbus. 1865 stellten 90 Beschäftigten insgesamt 80 „persische Teppiche“ und auf 25 Stühlen 1.200 Deckenstoffe her. 1873 übernahm Otto Pietsch die Fabrik. 1894 ging diese in der Vereinigte Smyrna-Teppich Fabriken AG auf, die durch Übernahme von Pietsch und der Firmen Gevers & Schmidt in Schmiedeberg und Dehmann, Spoerer & Friedrichs in Hannover-Linden entstand. Hergestellt wurden Mechanische Smyrna-Teppiche, Läufer, Doppelteppiche und Tournay-Teppiche. Der Sitz war bis zum Jahr 1913 in Berlin, dann in Cottbus. Im Jahr 1947 wurde die Vereinigte Smyrna-Teppich Fabriken AG nach Hannover verlagert, ab 1951 war sie eine GmbH, ab 1959 hieß sie Kronen-Teppich-Fabrik GmbH.
1956 erwarb Vorwerk die vereinigten Smyrna-Teppichwerke und baute in Gehrden bei Hannover einen großen Produktionsstandort, der bis 1985 in Betrieb war.
Die deutsche Knüpfteppichindustrie entstand um die Mitte des 19. Jahrhunderts als neuer Erwerbszweig für die arme Bevölkerung des Riesengebirges. Der Inhaber der Görlitzer Tuchfabrik Gevers & Schmidt ließ im Orient eine Anzahl Weber die Technik des Knüpfens erlernen. Ab 1854 begann die Knüpfteppichfabrikation in Lähne sowie ab 1857 in Schmiedeberg im Riesengebirge. Die Schmiedeberger Teppiche erlangten bald Weltruf.
Das Berliner Tageblatt, Erstes Beiblatt vom 15. November 1887, schreibt: „Deutsche Industrie in Japan. Wie uns aus Kottbus geschrieben worden ist, gelangte daselbst am jüngsten Sonnabend Nachmittag und Sonntag Vormittag in der O. Prietsch’schen Teppichfabrik ein für den Kaiser von Japan bestimmter Thronsaalteppich zur Ausstellung. Vier Jahre hindurch habe die bekannte Firma Heymann in Hamburg mit Japan in Unterhandlung gestanden, bis sie endgültig den Zuschlag erhielt, gegen eine Pauschalsumme von 1,75 Millionen Mark 98 Zimmer des japanischen Kaisers – eigentlich jedes einzelne ein Gebäude für sich – auszustatten. Die Firma Heymann habe anfänglich geschwankt, ob sie die Anfertigung der für den Thronsaal, für das Antichambre, für Salon, Boudoir und Empfangszimmer in Aussicht genommenen sechs Smyrnateppiche (benannt nach der türkischen Stadt Smyrna) nicht einer Pariser Firma übertragen solle. Sie entschied sich dann aber doch für eine inländische Fabrikation und wählte die Prietschsche Fabrik, die schon seit dem Jahre 1874 speziell und ausschließlich in Deutschland das Gebiet der orientalischen Teppichfabrikation pflegte.“
Cottbuser Teppiche wurden in alle Welt exportiert, das Außenhandelsministerium in New York und ein Salonzug im Orient wurden unter anderem damit ausgestattet. Daneben wurden Teppiche nach Hans Schnithals Entwürfen in Cottbus in den Vereinigten Smyrna Teppichfabriken gewebt.